# إليانور كليمر
إليانور كليمر (بالإنجليزية: Eleanor Clymer)‏ هي كاتبة للأطفال وكاتِبة أمريكية، ولدت في 7 يناير 1906، وتوفيت في 31 مارس 2001.